# Дэйл Дабоун
Дэйл Дабоун (англ. Dale DaBone; настоящее имя Дэйл Ньютон Раттер англ. Dale Newton Rutter; род. 8 января 1972, Роанок, Виргиния, США) — порноактёр. Он снялся приблизительно в 672 фильмах и срежиссировал 14 кинокартин.
Дэйл родился в Виргинии, но вырос в штате Северная Каролина, его карьера в порноиндустрии началась в 1998 году. Его первый фильм носит название «Carolina Girls».
Дэйл увлекается теннисом и мотоциклами, а также играет на ударных в собственной музыкальной группе.

## Премии и номинации
Дэйл не раз становился победителем AVN awards:
- 2002 — Лучшая сцена группового секса — фильм (Best Group Sex Scene — Film) — фильм: «Fade to Black» (2001)
- 2003 — Лучший актёр — видео (Best Actor — Video) — фильм: «Betrayed by Beauty» (2002)
- 2004 — Лучшая сцена группового секса — фильм (Best Group Sex Scene — Film) — фильм: «Looking In» (2003)
- 2011 XBIZ Award — Performer Comeback of the Year[2]
- 2012 — Лучший актер[3]

Некоторые номинации:
- 2002 номинация на AVN Award — Best Group Sex Scene — Film — Bad Habits (с Доминикой Леони и Джо Реем)[4]